# Sigara mullettensis
Sigara mullettensis är en insektsart som först beskrevs av Hungerford 1928.  Sigara mullettensis ingår i släktet Sigara och familjen buksimmare. Inga underarter finns listade i Catalogue of Life.